# Pianosonate nr. 1 (Mozart)
Pianosonate nr. 1 in C majeur, KV 279, is een pianosonate van Wolfgang Amadeus Mozart. Mozart componeerde het stuk van circa 14 minuten toen hij 18 jaar was.

## Onderdelen
De sonate bestaat uit drie delen:
- I Allegro
- II Andante
- III Allegro

### Allegro
Dit is het eerste deel van de pianosonate. Dit deel is in een sonatevorm geschreven en heeft een korte doorwerking van slechts 18 maten lang. Het materiaal in dit deel is soms gebaseerd op scherpe dynamische contrasten.

### Andante
Dit is het tweede deel van de sonate. Het stuk heeft een 3/4 maat en staat in F majeur.

### Allegro
Dit is het derde een laatste deel van de sonate. Het stuk is geschreven in C majeur en heeft een 2/2 maat. Het eindigt in een coda dat bestaat uit twee maten, die het einde van de sonate aangeven.